# 148e division d'infanterie (Allemagne)
Pour les articles homonymes, voir 148e division d'infanterie.
La 148e division d'infanterie (en allemand : 148. Infanterie-Division ou 148. ID) est une des divisions d'infanterie de l'armée allemande (Wehrmacht) durant la Seconde Guerre mondiale.
Elle a été créée le 18 septembre 1944 par renommage de la 148e division de réserve, elle-même créée le 1er octobre 1942.

## Historique

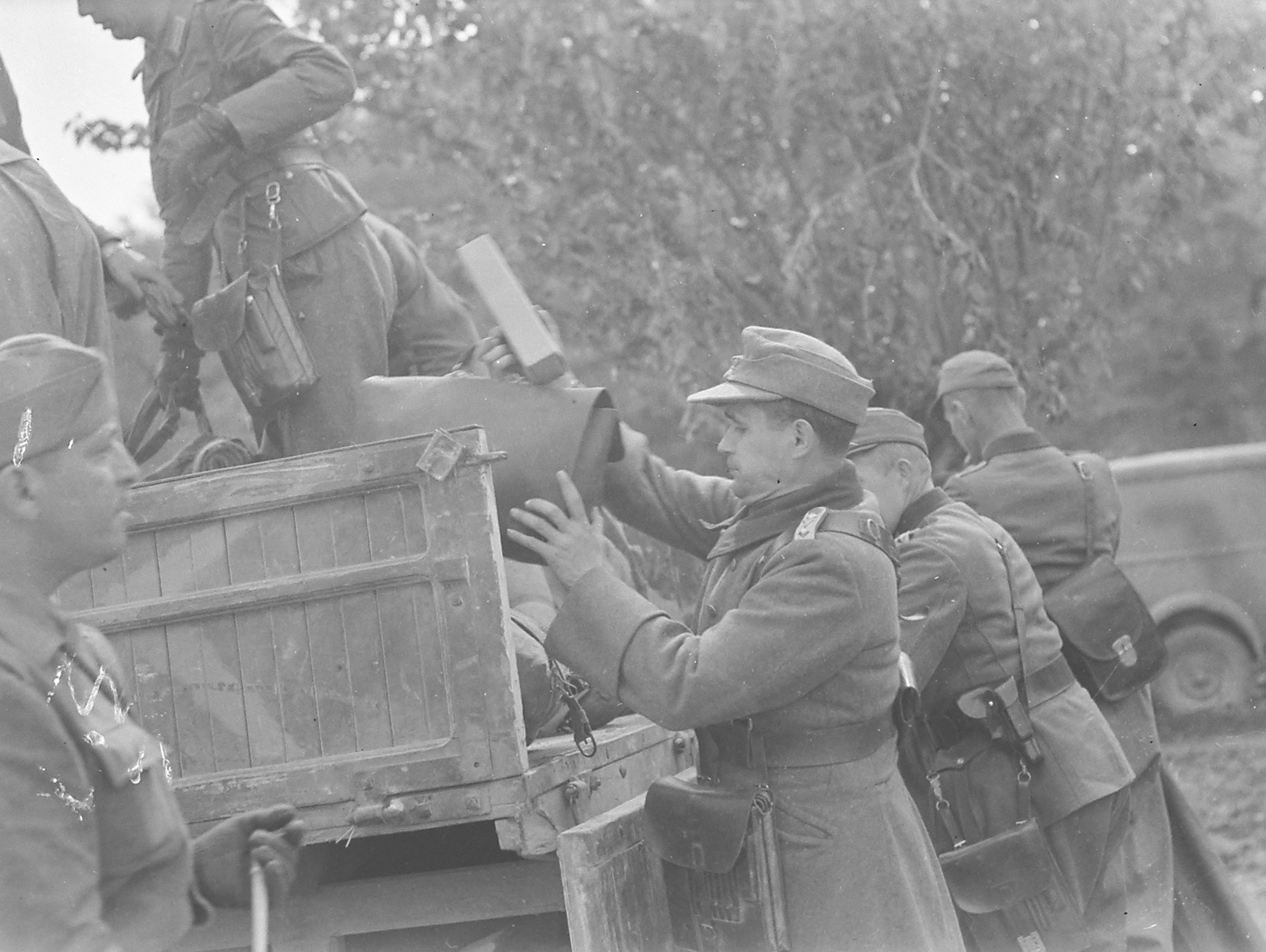
Soldats de la division d'infanterie allemande capturés en 1945 par la Force expéditionnaire brésilienne en Italie.

- 1er décembre 1939 : Création de la 148e division à Gleiwitz dans le Wehrkreis VIII en tant que division de l'Armée de remplacement.
- Novembre 1940 : La division s'installe à Metz.
- 1er octobre 1942 : La 148e division est renommée en 148e division de réserve. Elle sert en France et en Italie
- 18 septembre 1944 : La 148e division de réserve est renommée en 148e division d'infanterie. La division comprend environ 9 000 soldats et possède plus de 100 mortiers et des canons, la pénurie d'approvisionnement en munitions et en fournitures se fait sentir.
- 28 avril 1945 : Elle se rend à la 1ère division brésilienne près de la ville de Fornoue après avoir combattu dans les batailles autour du fleuve Pô.

## Organisation

### Commandants
| Date                               | Grade                  | Commandant                                  |
| ---------------------------------- | ---------------------- | ------------------------------------------- |
| 1er décembre 1939 - 7 février 1940 | Generalleutnant        | Konrad Stephanus                            |
| 7 février 1940 - 10 octobre 1940   | Generalmajor           | Karl Bornemann                              |
| 10 octobre 1940 - 10 janvier 1942  | Generalleutnant        | Hermann Böttcher                            |
| 10 janvier 1942 - 2 avril 1942     | General der Infanterie | Hubert Gercke                               |
| 2 avril 1942 - 1er avril 1943      | Generalleutnant        | Hermann Böttcher                            |
| 1er avril 1943 - 25 septembre 1943 | Generalleutnant        | Friedrich-Wilhelm von Rothkirch und Panthen |
| 25 septembre 1943 - 20 mars 1944   | Generalleutnant        | Otto Fretter-Pico                           |
| 20 mars 1944 - 18 septembre 1944   | Generalleutnant        | Otto Schönherr (de)                         |
| 18 septembre 1944 - 28 avril 1945  | Generalleutnant        | Otto Fretter-Pico                           |

### Officiers d'opérations (Generalstabsoffiziere (Ia))
| Date                       | Grade | Commandant     |
| -------------------------- | ----- | -------------- |
| 18 septembre 1944 - ? 1945 | Major | Hellmuth Kuehn |

## Théâtres d'opérations
- Allemagne : avril 1940 - octobre 1942
- France : octobre 1942 - octobre 1943
- Italie : octobre 1943 - août 1944
- France : août 1944 - septembre 1944
- France : septembre 1944 - octobre 1944
- Italie : octobre 1944 - mai 1945

## Ordres de bataille
- 148e division
  - Infanterie-Ersatz-Regiment 8
  - Infanterie-Ersatz-Regiment 28
  - Infanterie-Ersatz-Regiment 239
  - Infanterie-Ersatz-Regiment 252
  - Schützen-Ersatz-Bataillon 13
  - Artillerie-Ersatz-Regiment 8
  - Pionier-Ersatz-Bataillon 8
- 148e division de réserve
  - Reserve-Grenadier-Regiment 8
  - Reserve-Grenadier-Regiment 28
  - Reserve-Grenadier-Regiment 239
  - Reserve-Infanterie-Bataillon 7
  - Reserve-Infanterie-Bataillon 28
  - Reserve-Infanterie-Bataillon 38
  - Reserve-Infanterie-Bataillon 84
  - Reserve-Infanterie-Bataillon 183
  - Reserve-Infanterie-Bataillon 164
  - Reserve-Infanterie-Bataillon 327
  - Reserve-Infanterie-Bataillon 444
  - Reserve-Infanterie-Bataillon 452
  - Reserve-Infanterie-Bataillon 350
  - Reserve-Infanterie-Bataillon 461
  - Panzerjäger-Kompanie 1048
  - Radfahr-Schwadron 1048
  - Reserve-Artillerie-Regiment 8
  - Reserve-Pionier-Bataillon 8
  - Reserve-Divisions-Nachschubführer 1048
  - Nachrichten-Kompanie 1048
- 148e division d'infanterie
  - Grenadier-Regiment 281
  - Grenadier-Regiment 285
  - Grenadier-Regiment 286
  - Füsilier-Bataillon 148
  - Artillerie-Regiment 1048
    - I. Abteilung
    - II. Abteilung
    - III. Abteilung
    - IV. Abteilung

  - Pionier-Bataillon 1048
  - Panzerjäger-Abteilung 1048
  - Nachrichten-Abteilung 1048
  - Feldersatz-Bataillon 1048
  - Versorgungseinheiten 1048